# Myrcianthes minimifolia
Myrcianthes minimifolia är en myrtenväxtart som först beskrevs av Mcvaugh, och fick sitt nu gällande namn av Mcvaugh. Myrcianthes minimifolia ingår i släktet Myrcianthes och familjen myrtenväxter. Inga underarter finns listade i Catalogue of Life.